# Władimir Rykow
Władimir Władimirowicz Rykow (ur. 13 października 1987 w Nowosybirsku) – rosyjski piłkarz grający jako środkowy obrońca.

## Życiorys
Urodzony w Nowosybirsku, zaczął trenować piłkę nożną w tamtejszej drużynie Czkałowiec.
Wielokrotnie zmieniał kluby. W Priemjer-Lidze grał dla klubów Dinamo Moskwa, Tom Tomsk, Torpedo Moskwa i Mordowia Sarańsk.